# Slavomil Augustin Janáček
Slavomil Augustin Janáček (22. června 1914 Holásky – 20. dubna 1973 Sandwich) byl československý letecký operátor Royal Air Force během druhé světové války.

## Život

### Před druhou světovou válkou
Slavomil Augustin Janáček se narodil 22. června 1914 v Holáskách, od roku 1960 městské části Brna, v rodině instalatéra Augustina Janáčka a Matildy rozené Černákové. Mezi lety 1925 a 1928 vychodil měšťanskou školu v Tuřanech, následně nedokončil studium v učitelském ústavu. V První brněnské strojírně se vyučil strojním zámečníkem, kde poté krátce pracoval. V říjnu 1935 nastoupil vojenskou prezenční službu, kterou odsloužil v Přáslavicích. Byl vycvičen na tankového radiotelegrafistu, telefonistu a absolvoval školu pro důstojníky v záloze. Službu ukončil v září 1937 v hodnosti desátníka. V roce 1938 se zúčastnil obou mobilizací. Byl členem Sokola.

### Druhá světová válka

#### Francie
Po německé okupaci vstoupil Slavomil Augustin Janáček do protinacistického odboje. Po prozrazení odešel v listopadu 1939 společně s Jaroslavem Rolencem do zahraničí. Přes Slovensko, Maďarsko, Jugoslávii, Řecko, Turecko a Bejrút dospěl do Francie, kde vstoupil do československé armády v zahraničí, konkrétně do smíšeného předzvědného oddílu, kde sloužil jako motocyklista. V květnu 1940 absolvoval poddůstojnickou spojovací školu, bojů o Francii se nezúčastnil.

#### Velká Británie
Po pádu Francie a evakuaci do Velké Británie zažádal Slavomil Augustin Janáček v srpnu 1940 o přeložení k letectvu a následně byl přijat k Royal Air Force. Jeho dosavadní kvalifikace jej předurčila na funkci palubního radiotelegrafisty a střelce. Po patřičném výcviku byl v srpnu 1941 zařazen k 68. noční stíhací peruti RAF, kde utvořil operační dvojici s pilotem Miloslavem Mansfeldem, se kterým dosáhli osmi sestřelů, jednoho sestřelu ve spolupráci, jednoho poškození a dvou likvidací střel V-1. Po skončení prvního operačního turnusu v květnu 1943 působili oba do října téhož roku jako instruktoři, následně se vrátili zpět k 68. peruti. Zde kromě bojové činnosti vykonával Slavomil Augustin Janáček i činnost instruktorskou, do konce války nalétal 398 operačních hodin, z toho 390 v noci. Válku ukončil v hodnosti nadporučíka. Ve Velké Británii se v dubnu 1945 oženil s Margorií Evans, příslušnicí Ženských pomocných leteckých sborů. Manželům se narodili dva synové.

### Po druhé světové válce
Slavomil Augustin Janáček se společně s manželkou do Československa vrátil 1. června 1945. Sloužil jako velitel školní letky u Letecké spojovací školy v Pardubicích a Chrudimi. Po Únoru 1948 začala komunistická perzekuce příslušníků západních armád. Společně s rodinou, Arnoštem Zábršem a Josefem Muroněm uletěl 26. června 1948 z Chrudimi do zahraničí. Byl degradován na vojína, ve Velké Británii ale opět vstoupil do Royal Air Force. Službu v ní ukončil jako letový dispečer na letišti Waterbeach v roce 1968. Poté si otevřel malý obchod a hospodu. Zemřel 20. dubna 1973 v anglickém Sandwichi.

## Ocenění

### Vyznamenání
- 5x Československý válečný kříž 1939
- 5x Československá medaile Za chrabrost před nepřítelem
- 1942 Záslužná letecká medaile  Distinguished Flying Medal (DFM)
- 1944 Pamětní medaile československé armády v zahraničí
- 1945 Záslužný letecký kříž (Spojené království)
- 1945 Hvězda 1939–1945
- 1946 Československá medaile za zásluhy I. stupně
- Evropská hvězda leteckých posádek
- Britská medaile Za obranu
- Válečná medaile 1939–1945

### Posmrtná ocenění
- V roce 1991 byl Slavomil Augustin Janáček in memoriam povýšen do hodnosti plukovníka
- V roce 2021 byla po Slavomilu Janáčkovi pojmenována ulice v jeho rodných Holáskách